# Baryum
Le baryum est l'élément chimique de numéro atomique 56, de symbole Ba.
Le mot baryum — en anglais : barium — a été forgé à partir du grec βαρύς (« lourd »).

## Historique
L'oxyde de baryum avait été découvert en 1774 dans des minerais de dioxyde de manganèse par Carl Wilhelm Scheele, qui reconnut que cette poudre avait des propriétés analogues à celles de la chaux, notamment une affinité pour l'eau. L'Anglais Humphry Davy a le premier isolé le baryum métallique par électrolyse (1808) : ayant confectionné une capsule de carbonate de baryum par déshydratation, il y ficha une électrode en platine et la remplit de mercure pour former l'anode. Sous l'action d'une pile électrique, il se forma un amalgame qui, par entraînement au naphtalène, laissa au fond du tube un dépôt métallique de baryum.
Robert Hare (1841) et Robert Bunsen ont obtenu le baryum métallique en plus grande quantité que Davy par électrolyse du chlorure de baryum : Hare à basse température, avec une pile galvanique de forte puissance (qu'il appelait « déflagrateur ») ; Bunsen avec une solution saturée de chlorure de baryum maintenue à 100 °C dans laquelle plongeait une cathode de platine amalgamée.
Antoine Guntz (1901) a purifié les amalgames de baryum obtenus jusque-là en les chauffant dans l'hydrogène et en éliminant l'hydrogène grâce à une pompe à vide.

## Isotopes
Le baryum possède 40 isotopes connus de nombre de masse variant entre 114 et 153, et 10 isomères nucléaires. Parmi eux, six isotopes sont stables, 132Ba, 134Ba, 135Ba, 136Ba, 137Ba et 138Ba. Un septième isotope, 130Ba, est théoriquement instable mais si peu radioactif que moins d'un noyau sur cent milliards a disparu depuis leur synthèse dans les supernovas (c'est donc un radioisotope primordial de très très longue[évasif] demi-vie). L'instabilité du baryum 130 a été découverte en 2009 par des méthodes géochimiques, en détectant la présence dans les roches de son isotope-fils, le xénon 130 ; il se désintègre par double capture électronique (absorbant deux électrons et émettant deux neutrinos), avec une demi-vie comprise entre 0,5 et 2,7 × 1021 années (environ 100 milliards de fois l'âge de l'univers).
Ces sept isotopes représentent la totalité du baryum naturel, le plus abondant étant 138Ba (71,70 %), suivi de 137Ba (11,23 %), 136Ba (7,85 %), 135Ba (6,59 %) et 134Ba (2,42 %), 132Ba et 130Ba représentant chacun 0,1 %. La masse atomique standard attribuée au baryum est donc de 137,327(7) u.

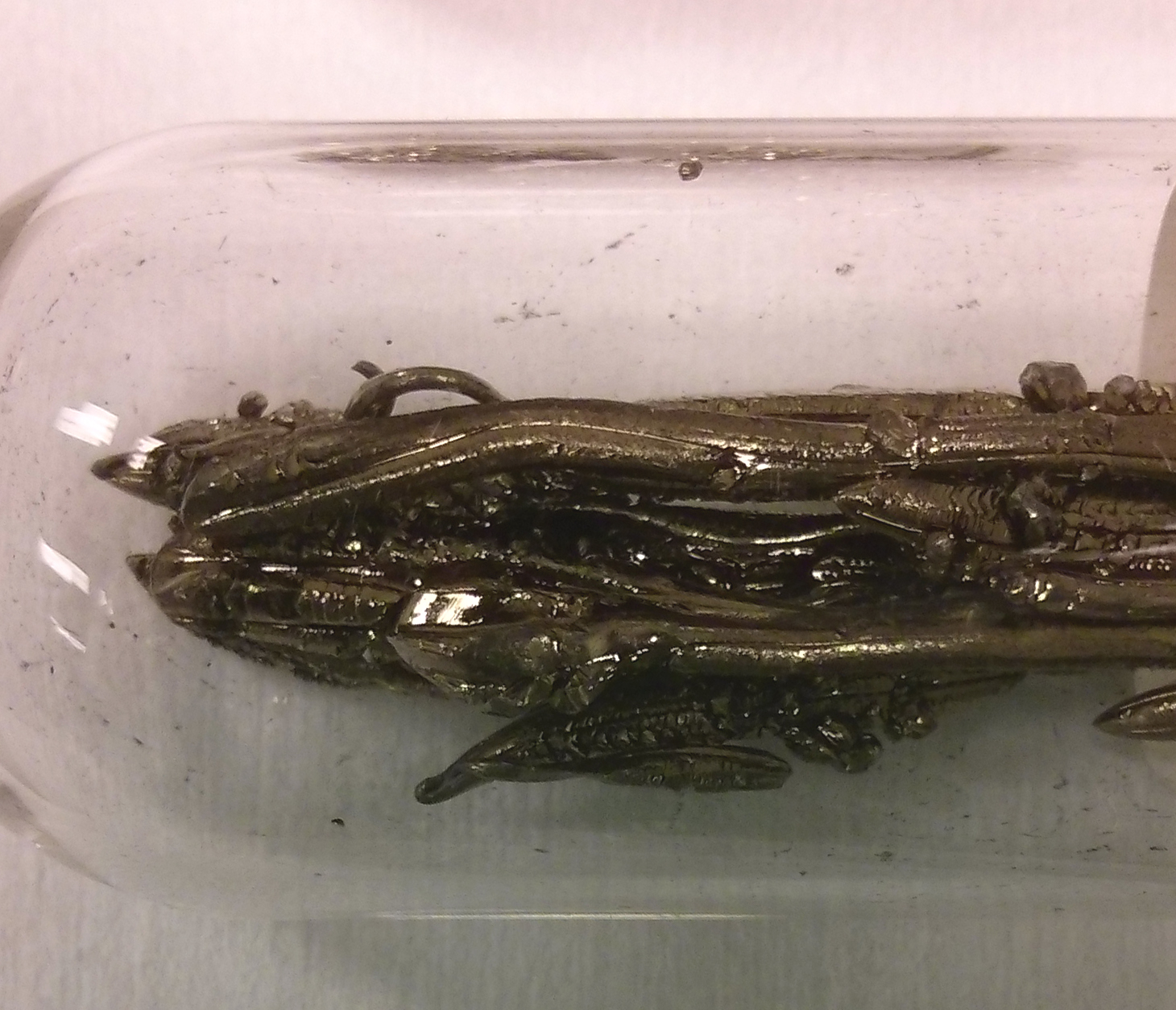
Baryum dendritique conservé sous argon.
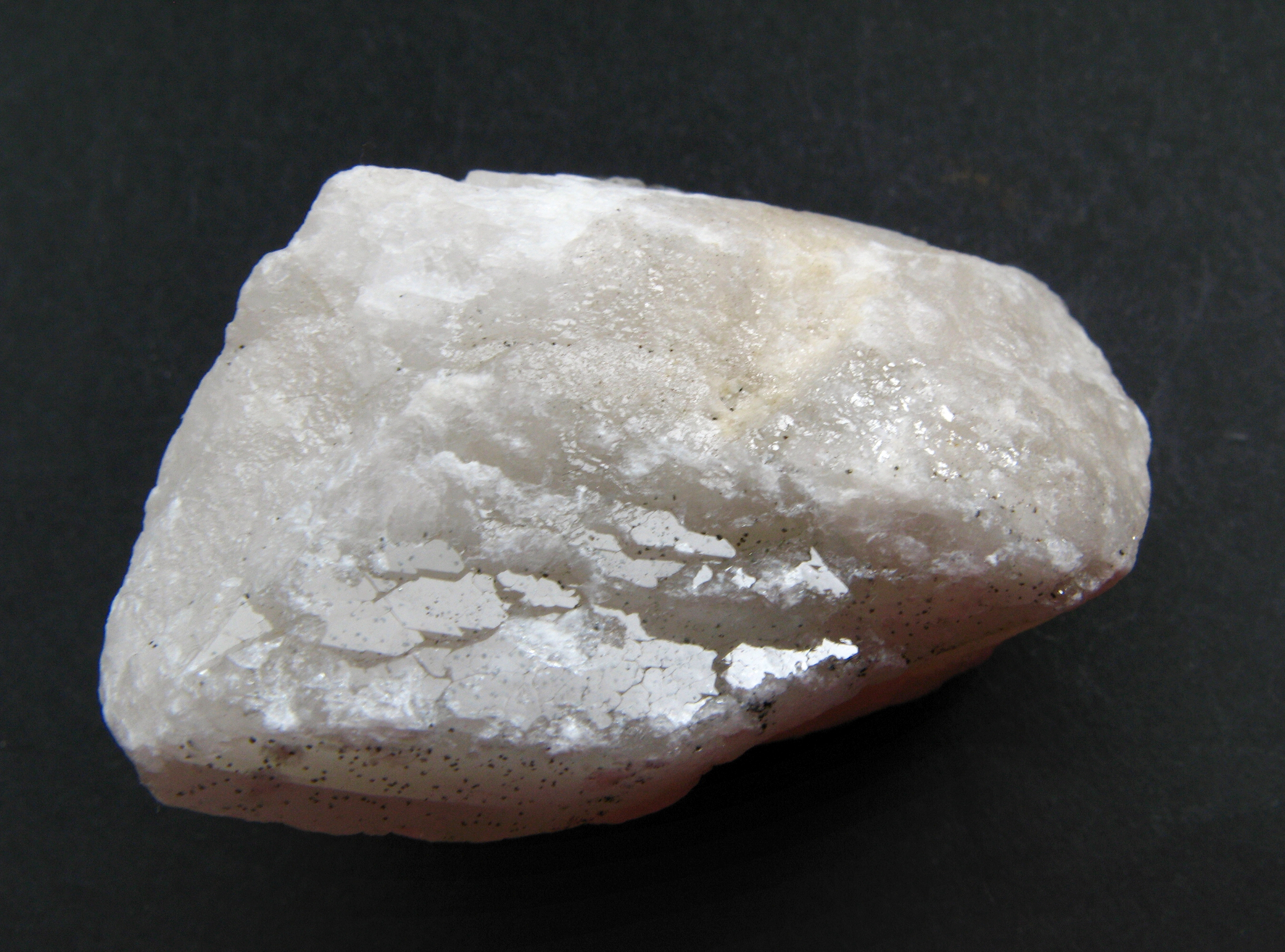
Withérite (ou carbonate de baryum, toxique).

## Caractéristiques
C'est un métal alcalino-terreux mou argenté qui fond à 727 °C. Il se trouve dans la nature sous forme de barytine BaSO4, de benstonite (Ba,Sr)6(Ca,Mg,Mn)7(CO3)13, de norséthite BaMg(CO3)2, de sanbornite BaSi2O5 et de withérite BaCO3. On ne trouve pas le baryum sous la forme d'élément natif en raison de sa très grande réactivité avec l'oxygène.
Son protoxyde BaO est appelé baryta ou baryte anhydre.

## Utilisations
Le baryum métallique, de par sa grande oxydabilité, n'est utilisable que sous film protecteur et, comme réactif, il est inférieur au sodium dont la préparation est plus facile. Il est utilisé pur pour le piégeage des gaz résiduels dans les tubes cathodiques ou comme révélateur de présence d'air dans les capteurs solaires thermiques à tube sous vide.
- De faibles quantités de sels de cet élément (acétate, carbonate, chlorate, chlorure, hydroxyde, nitrate, oxyde, perchlorate, peroxyde, polysulfure, sulfate ou sulfure) sont utilisées dans de nombreuses fabrications, notamment :
  - du papier photographique,
  - de lubrifiant résistant à haute température ;
- dans les verres, céramiques, émaux et porcelaines et leurs vernis et glaçures, des silicates de baryum sont produits en ajoutant des composés de baryum, exemples :

BaSO4 + SiO2 → BaSiO3 + SO3 (très haute température)
BaCO3 + SiO2 → BaSiO3 + CO2
Ba(NO3)2 + SiO2 → BaSiO3 + N2O5
BaO + SiO2 → BaSiO3,
- - dans le verre, le baryum augmente l'absorption des rayons X et gamma ainsi que l'indice de réfraction sans trop augmenter l'aberration chromatique,
  - à basse température dans une glaçure, le sulfate de baryum peut précipiter sous forme de gros cristaux scintillants ou de petits cristaux opaques. Il sert aussi à ajuster le coefficient de dilatation ou la viscosité en remplaçant d'autres oxydes ;
- en pyrotechnie, le baryum colore la flamme en vert pomme, le nitrate et le perchlorate sont préférés car ils fournissent l'oxydant ;
- comme opacifiant en radiologie. Dans cette indication, vu la forte toxicité à l'état dissous, on utilise le sulfate, insoluble même dans le milieu acide de l'estomac ;
- on utilise aussi le sulfate dans les boues de forage pour sa densité ;
- le titanate (BaTiO3) sert de base pour les céramiques piézoélectriques. Le titanate de baryum est utilisé entre autres pour la partie isolante de certains condensateurs ;
- il est un élément constitutif des cristaux non linéaires (béta borate de baryum), servant notamment à réaliser des mélanges de fréquence en optique (optique non linéaire) ;
- peinture :
  - sous forme de sulfate de baryum ou blanc fixe, il est utilisé comme charge pour les peintures et vernis,
  - le lithopone est le pigment insoluble de sulfate de baryum et de sulfure de zinc produit par le mélange de solutions aqueuses de sulfure de baryum et de sulfate de zinc,
  - des silicates de baryum et de cuivre furent fabriqués en Chine de la période des Zhou occidentaux (1045-771 av. J.-C.) jusqu'à celle des Han (220 apr. J.-C.) comme pigments : le bleu Han (BaCuSi4O10) et le pourpre Han (BaCuSi2O6).
- sous forme de barytine (sulfate naturel de baryum de formule BaSO4) il permet de fabriquer des bétons très denses et qui interceptent les radiations ionisantes. Ces bétons sont utilisés en particulier dans les installations nucléaires et certaines installations de radiologie.

## Dangerosité
Le baryum métallique s'enflamme facilement par friction, et l'eau ne l'éteindra pas : au contraire, le dihydrogène produit peut s'enflammer ou exploser.
Ba + 2 H2O → H2 + Ba(OH)2
Le baryum réagit violemment avec l'eau en donnant l'hydroxyde de baryum Ba(OH)2, ou baryta hydraté, qui est très toxique et dont les réactions avec les acides sont violentes.
Le baryum réagit violemment avec les oxydants et certains solvants, particulièrement ceux qui sont oxydants (ex. : trioxyde de soufre, tétraoxyde de diazote, peroxyde d'hydrogène) ceux qui ont un atome d'halogène (ex. : tétrachlorométhane, hexafluorure de soufre), ou des liaisons oxygène-azote (ex. : isoxazolidine), ou encore ceux qui sont un peu acides comme ceux avec un atome d'hydrogène sur un azote (ex. : ammoniaque, amines, amides), un soufre (ex. : thiols), un oxygène (ex. : alcool, phénol, acide carboxylique), ou un halogène (ex. : bromure d'hydrogène), ou même seulement un hydrogène sur un atome lié à un groupe carbonyle (ex. : acétone, acétaldéhyde, acétate), nitrile (acétonitrile), nitro (nitrométhane), nitroso, nitrone, etc.
Les composés insolubles comme le sulfate et les silicates ne sont généralement pas dangereux. Mais le baryum (Ba+2, rayon ionique 149 pm) en solution bloque les canaux potassiques (K+1, 152 pm) nécessaires aux cellules vivantes.
En cas de doute, consulter la fiche toxicologique de l'INRS.

## Écotoxicité
On retrouve le baryum sous plusieurs formes, entre autres sous forme de sel. Lorsque les sels de baryum sont absorbés, ils se dégradent et le baryum s’incruste dans divers tissus, en particulier les os. Comme la plupart des sels de baryum sont solubles dans l’eau, les animaux peuvent en ingérer via l’eau qu’ils boivent. L’étude réalisée par l’INRS sur les rats, les souris et les lapins démontre qu’une exposition régulière au baryum provoque une augmentation de la taille du foie et une augmentation du nombre de décès. La NOAEL (dose sans effet toxique observable) varie en fonction du type de chronicité.
L'IRSN a produit une fiche pédagogique sur le 133Ba (radioisotope synthétique) et l'environnement.

## Toxicité chez l'humain
L’intoxication aiguë au baryum chez l’homme se manifeste par plusieurs signes et symptômes tels que des douleurs abdominales intenses, des diarrhées sanglantes, des troubles cardio-vasculaires. L’intoxication aiguë peut aussi se solder par la mort, soit à cause d’une insuffisance respiratoire, soit en provoquant un problème cardiaque.

### Sources alimentaires
La noix du Brésil est relativement riche en baryum.

## Dosage
La quantité de baryum dans différents milieux est quantifiable par différentes méthodes analytiques. Pour dissocier le baryum de la matrice de son milieu, il faut, la plupart du temps, effectuer une digestion à l’aide d’un acide (en général l’acide nitrique et/ou l’acide chlorhydrique). Le centre d’expertise en analyse environnementale du Québec utilise des techniques couplées : l’ICP-MS pour les analyses dans la chair de poissons et des petits invertébrés ; l’ICP-OES pour les analyses dans l’eau qui doit préalablement être acidifiée.

## Entartrage
Le tartre qui se forme avec les oxydes de baryum (sulfate de baryum) est l'un des plus difficiles à dissoudre. Il se forme notamment dans les conduits des forages pétroliers et gaziers profonds ou les pipelines qui les alimentent. Il peut boucher ces tuyaux ou se former dans certaines vannes qu'il peut endommager, ce qui est particulièrement problématique dans le cas de vannes de sécurité. On cherche donc à prévenir sa formation par l'adjonction d'additifs (polyacrylates par exemple) organiques ou inorganiques, dits « inhibiteurs de tartre » (scale inhibitors pour les anglophones).
La recherche (chimie verte) vise notamment à produire des inhibiteurs d'entartrage qui ne favorisent pas la corrosion des métaux, et qui soient biodégradables (polyaspartates par exemple), également efficaces pour les tartres à base de carbonate de calcium, sulfate de calcium et sulfate de baryum, sulfure de zinc ou de plomb qu'on peut aussi trouver dans certains forages profonds.